# King Crimson

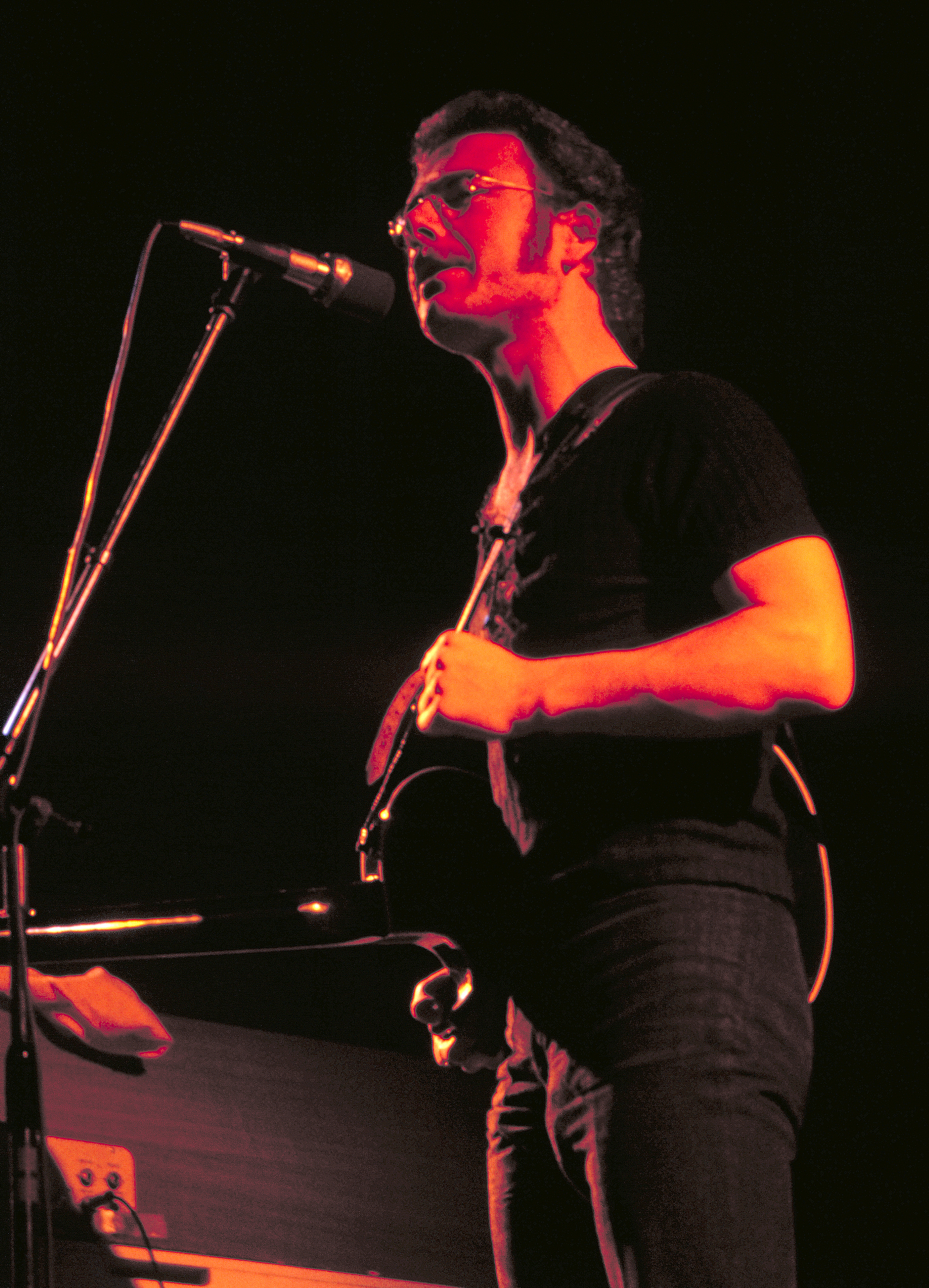
Robert Fripp med King Crimson 1974

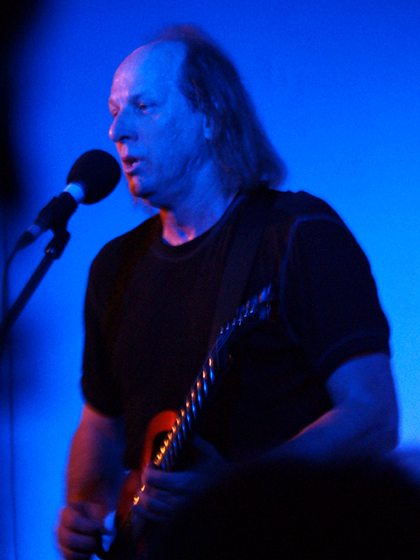
Adrian Belew

King Crimson är ett brittiskt progressivt rockband bildat 1969 av gitarristen Robert Fripp och trummisen Michael Giles ur spillrorna av bandet Giles, Giles & Fripp. Gruppen räknas ofta som en av de mest inflytelserika inom den progressiva rocken, och influerade både det tidiga Genesis och Yes. King Crimson har under stora delar av sin verksamma tid haft en instabil kärna där bara Robert Fripp varit med på samtliga skivor.

## Historia

### 1969–1971
Under de första fyra LP-skivorna – den stilbildande In the Court of the Crimson King (1969; ibland benämnd som det första symfonirockalbumet), In the Wake of Poseidon (1970), Lizard (1970), och Islands (1971) byttes i princip hela banduppsättningen ut mellan varje LP på grund av inre konflikter i bandet. Ständigt närvarande var endast Fripp och textförfattaren Peter Sinfield, vars rika och myllrande sagovärld visade vägen för den progressiva rockens sånglyrik.
Noteras bör Greg Lake som medverkar som basist och sångare på första albumet och som sångare på andra. Lake lämnade bandet halvvägs genom inspelningen av andra skivan för att kunna satsa helhjärtat på sitt nya band Emerson, Lake & Palmer. En viktig medlem i det ursprungliga King Crimson var Ian McDonald som medverkade på den första LP:n. Genom sitt sätt att använda mellotron, flöjt och andra blåsinstrument, liksom erfarenheter av storbandsjazz som påverkade utformningen av låten "21st Century Schizoid Man" (den enda låt som spelats av i stort sett alla inkarnationer av gruppen), grundlade han mycket av King Crimsons musikaliska stil. McDonald var den ende medlem som Fripp i olika uttalanden verkar ha betraktat som närmast oersättlig, och som var påtänkt som Fripps ersättare i bandet 1975.
En annan viktig medlem var Mel Collins, McDonalds ersättare vid blåsinstrumenten från 1970. Han medverkade på Poseidon, Lizard och Islands. Sångare/basister efter Greg Lake var Gordon Haskell, Jon Anderson (Yes) samt Boz Burrell. (Jon Anderson erbjöd för övrigt Fripp den vakanta gitarrstolen i Yes 1970.)

### 1971–1975
Efter Islands lämnade medlemmarna Sinfield, Burrell, Mel Collins och Ian Wallace Fripp ensam. Han skapade ett nytt King Crimson under 1972 med bland annat John Wetton på bas och sång (senare i grupperna UK och Asia) och Bill Bruford på trummor (före detta Yes). Denna nya uppsättning tog musiken i en helt ny riktning. Medan den första inkarnationen hade en tydlig jazzrockprägel (man räknar trots skiftande medlemmar de första skivorna som tillhörande ”första inkarnationen” på grund av den kontinuitet som finns i musiken, och som tveklöst bryts i och med Larks' Tongues in Aspic) så var denna nya inkarnation mer inriktad på proggressiv rock, dock utan att helt överge jazz- och konstmusikinfluenserna. Musiken kunde i vissa fall jämföras med tidigare verk. Till exempel kan Easy Money från Larks' Tongues jämföras med Ladies of the Road från Islands. 
Mestadels, och i ständigt ökande grad, ägnade de sig åt tyngre tongångar. Denna inkarnation var dock inte mycket stabilare än den första. Förvisso skiftade bandets lineup inte lika tydligt som under de fyra första skivorna, men detta berodde mest på att Fripp inte nyrekryterade medlemmar i samma utsträckning. Istället jobbade kvarvarande medlemmar vidare på skivorna allt emedan andra hoppade av eller sparkades. På så vis hade man fem bandmedlemmar under inspelningen av Larks' Tongues, men bara tre kvar vid decenniets sista studioskiva, Red. Gruppen upplöstes 1975. Efter upplösningen ville Wetton och Bruford fortsätta King Crimson och det fanns planer att ta in Steve Hackett som ny gitarrist. Planerna rann ut i sanden, men Wetton och Bruford startade upp den progressiva rockgruppen UK.

### 1980- och 1990-talen
King Crimson återbildades av Fripp, med Bill Bruford och nya musiker, 1981 med utgivningen av albumet Discipline. Övriga medverkande var Adrian Belew som tidigare varit gitarrist och sångare i Frank Zappas band under sent 70-tal och Tony Levin på bas. Levin spelar även på ett instrument som kallas Chapman Stick, ett unikt instrument som i hög grad färgade bandets sound. Flitigt användande av effektpedaler, gitarrsyntar och Robert Fripps egenkonstruerade bandloopssystem "Frippertronics" präglar också musiken mer än tidigare. Den nya inkarnationen av King Crimson släppte tre skivor (Discipline, Beat, Three of a Perfect Pair under tidigt 80-tal som kvartett, varefter man splittrades 1984. 
Gruppen återuppväcktes i ny form med ytterligare två medlemmar i mitten av 90-talet. 1994 gav King Crimson ut ett nytt album i Japan med namnet Vrooom.
Året därpå släpptes albumet Thrak och efter det har den nya gruppen, även kallad The Double Trio med anledning av bandets ovanliga sättning, 2 trumslagare, 2 gitarrister, 2 basister, släppt ett stort antal skivor. Musiken är starkt futuristisk i sitt sound och spelas mestadels på elektriskt digitaliserade instrument, exempelvis midigitarrer, Chapman Stick och D-Drums. Det nya King Crimson har väldigt få likheter med det ursprungliga King Crimson, och vill man hitta referenser till den musiken de spelar idag gör man bättre i att undersöka Fripps samarbeten med Brian Eno under det sena 1970-talet. På senare år har bandet även splittrat upp sig själv i så kallade ProjeKCts 1–4, som enligt Fripp har till uppgift att i egenskap av mindre enheter utforska musikens yttersta gränser inför framtida skivor. Ett antal skivor av projeCKts 1 till och med 4 har släppts, och innehåller inte helt oväntat mestadels liveimprovisationer. Delar av materialet som skapats i dessa ProjeKCts har senare formaliserats som låtar på de senare studioalbumen.

### 2000–2009
Två studioalbum släpptes denna period. The ConstruKction of Light (2000) och The Power to Believe (2003). På studioalbumena var det samma personal förutom att Tony Levin och Bill Bruford uteblev (de hade alltså därmed bara en trummis och en basist kvar). Till båda dessa studioalbum så följde turnéer och även på det senare 2000-talet har King Crimson turnerat igen, då även med Tony Levin. På dessa turnéer har framför allt material från 90- och 2000-talet framförts och enbart ett par låtar från 70- och 80-talet spelats. Ett annat band, bestående av mestadels andra King Crimson medlemmar som var delaktiga i gruppen under 60- och 70-talet bildade på 2000-talet ett turnerande band och kallade sig 21st Century Schizoid Band.

### 2013–nutid
I början av 2013 meddelade Robert Fripp att gruppen skulle återförenas och skulle börja framträda året därpå. Sedan dess har de turnerat i hela USA och gav ut ett livealbum Live at the Orpheum, som består av föreställningar hösten 2014.

## Betydelse
King Crimson är en grupp som rönt begränsade kommersiella framgångar men som varit mycket inflytelserik rent musikaliskt, och det under hela sin karriär. De är kanske främst kända för sitt bruk av mellotronen, ett instrument som de inte var först med att använda – de lärde mycket av The Moody Blues som hjälpte King Crimson i början av bandets karriär – men King Crimsons sätt att använda mellotronen på blev avgörande för den progressiva rockens utveckling.
Det tidiga Genesis tog starkt intryck av detta och använde mellotronen (som de köpt av King Crimson) på ett Crimson-inspirerat sätt på lp:n Nursery Cryme (1971). Yes tog också starkt intryck av King Crimsons mellotronanvändande, vilket kan höras på bland annat Tales From Topographic Oceans (1973). En annan grupp som stod King Crimson nära under det tidiga sjuttiotalet var Van der Graaf Generator.
Under 1990-talet har hårdrocksgrupper som Tool hänvisat till King Crimson som en viktig musikalisk inspirationskälla.

## Diskografi

### Studioalbum
- 1969 – In the Court of the Crimson King
- 1970 – In the Wake of Poseidon
- 1970 – Lizard
- 1971 – Islands
- 1973 – Larks' Tongues in Aspic
- 1974 – Starless and Bible Black
- 1974 – Red
- 1981 – Discipline
- 1982 – Beat
- 1984 – Three of a Perfect Pair
- 1994 – Vrooom
- 1995 – Thrak
- 2000 – The ConstruKction of Light
- 2002 – Happy with What You Have to Be Happy With
- 2003 – The Power to Believe

### Livealbum
- 1972 – Earthbound
- 1975 – USA
- 1995 – B'Boom: Live in Argentina
- 1996 – Thrakattak
- 1998 – The Night Watch
- 1998 – Absent Lovers: Live in Montreal
- 1999 – The ProjeKcts
- 1999 – The Deception of the Thrush
- 2000 – Heavy ConstruKction
- 2001 – Level Five
- 2001 – Vrooom Vrooom
- 2002 – Ladies of the Road
- 2003 – EleKtriK
- 2014 – Live at the Orpheum
- 2015 – Live in Toronto